# Rivellia alini
Rivellia alini är en tvåvingeart som beskrevs av Günther Enderlein 1937. Rivellia alini ingår i släktet Rivellia och familjen bredmunsflugor. Inga underarter finns listade i Catalogue of Life.